# Abd-al-Bàssit (nom)
Abd-al-Bàssit és un nom masculí teòfor àrab islàmic (àrab: عبد الباسط, ʿAbd al-Bāsiṭ) que literalment significa ‘Servidor del Qui eixampla’, essent «el Qui eixampla» un dels epítets de Déu. Si bé Abd-al-Bàssit és la transcripció normativa en català del nom en àrab clàssic, també se'l pot trobar transcrit Abdul Basit... normalment per influència de la pronunciació dialectal o seguint altres criteris de transliteració. Com a teòfor, també el duen molts musulmans no arabòfons que l'han adaptat a les característiques fòniques i gràfiques de la seva llengua.
Vegeu aquí personatges i llocs que duen aquest nom.